# Csukáné Szerémy Andrea
Csukáné Szerémy Andrea, Cs. Szerémy Andrea (Balassagyarmat, 1967. december 18. –) drámapedagógus, énektanár, ifjúsági színdarabok írója.
Édesapja Szerémy Gyula Prima Primissima díjas pedagógus (2006, magyar oktatás és köznevelés), édesanyja Cene B. Valéria. A színház és az előadóművészet iránti vonzódása családi hagyomány. Rokonságában több színész található: Szerémy Zoltán (1861–1934), Szerémy Gizella (1867–1936), Szerémi Zoltán (1955).

## Pályafutása
Általános iskolába a Nógrád megyei Szécsénybe járt, középiskolai tanulmányait 1982-ben kezdte a balassagyarmati Szántó Kovács János Óvónőképző és Egészségügyi Szakközépiskolában óvónői tagozaton. Itt érettségizett 1986-ban. Ezután képesítés nélkül dolgozott pár hónapot gyermekkönyvtárosként a balassagyarmati Madách Imre Könyvtárban, majd rövid időre a szécsényi Lipthay Béla Mezőgazdasági Szakközépiskola könyvtárosa lett. Majd régi általános iskolájában helyezkedett el, a szécsényi II. Rákóczi Ferenc Általános Iskolában szabadidőszervezőként 1988-ban. Ettől az időtől fogva írt jeleneteket, színdarabokat kamaszok számára. Első kamaszmusicaljének címe: Ezután veletek (zeneszerző: Takács Zsolt és Tamási Zsolt). 1988-ban Szécsényben megalapította az Amana Gyermekszínpadot, melyben közel harminc általános iskolás korú színjátszót rendezett.
1990-től az esztergomi Vitéz János Római Katolikus Tanítóképző Főiskola tanító–ének-zene–művelődésszervező szakán tanult, 1994-ben diplomázott. 1994-től 1996-ig a dömösi II. Béla Általános Iskola énektanára volt, közben ének-előadóművészetet tanult Budapesten a Magyar Zeneművészek és Táncművészek Szakszervezetének iskolájában Sík Olga tanárnőtől. 1994-től az Esztergomi Városi Televízióban, majd 1996-tól 2010-ig a Szécsényi Városi Televízióban volt szerkesztő-műsorvezető.
1996-ban megalakította a szécsényi Kőrösi Csoma Sándor Gimnázium Harmat Színpadát. Ebben az időben Molière-darabokat rendezett (Kényeskedők, Szerelem, mint orvos, Gömböc úr), és színpadra állította Illyés Gyula Tűvétevők komédiáját. 2002-ben megrendezte a nógrádi származású színdarabíró, Marschalkó Zsolt Kaméleonidász című darabját.
A későbbiekben egyfelvonásos színdarabot írt az 1212-es gyermekkeresztes hadjáratról, és Testvér címmel zenés kamaszjátékot (2010, zeneszerző: Pálmai Krisztián).
Először 1998-ban a gödöllői Kerekasztal Színházi Nevelési Központban tanult drámapedagógiát, majd 2008-ban az ELTE PPK-n drámapedagógusi oklevelet szerzett Gabnai Katalin osztályában. Gyermekszínjátszó-rendezői oklevelet 1998-ban kapott Csizmadia Tibor rendező kurzusvezetése alatt. 2015-ben iratkozott be a Károli Gáspár Református Egyetem bölcsész karára magyartanár alapképzés szakra.
2009-ben Todd Strasser A hullám című ifjúsági regényének zenés színpadi adaptációját készítette el két felvonásban (zeneszerző: Beszkid József). A darabot 2012-ig játszották. 2011-ben az ENSZ Holokauszt Világnapi országos megemlékezésen az Élet menete Alapítvány szervezésében a Játékszínben ez az előadás szerepelt. Az előadók a szécsényi művészeti iskola Fébé Társulatának színjátszói voltak.
2017-től a balassagyarmati Rózsavölgyi Márk Alapfokú Művészeti Iskola Szécsényi Tagintézmények tagintézmény-vezetője, a Fébé Társulat rendező-drámatanára.
Három gyermek édesanyja, férje Csuka László zongoratanár.

## Művei

### Ifjúsági színdarabjai
- Ezután veletek - kamaszmusical, 1988
- Testvér - kamaszjáték, 1998
- 1212 - történelmi játék, 2000
- Testvér - zenés kamaszjáték, 2008
- A hullám - ifjúsági musical, 2009
- Páncél és púder - zenés ifjúsági dráma, 2020

Színmű
Acélrózsa 2022 (Balassi Asztaltársasági Füzetek 2023)

### Jelenetek, szerkesztett műsorok
- A kimondott szó (színpadi montázs versekből, jelenetekből)
- A táguló utca (jelenet)
- A szél (szerkesztett műsor)
- A víz (szerkesztett műsor) XIX. Weöres Sándor Országos Gyermekszínjátszó Találkozó ARANY minősítés
- A kirándulás (jelenet)
- Jövőszökő (Dragomán György scifi novelláiból)
- Kerítés (szerkesztett műsor) XXVI. Weöres Sándor Országos Gyermekszínjátszó Találkozó ARANY minősítés
- Két télapó egy utcában (jelenet)
- Ki vagyok én? (szerkesztett műsor) Weöres Sándor Országos Gyermekszínjátszó Találkozó ARANY minősítés
- Legyünk Mikulások! (jelenet)
- Értékes vagy! (jelenet Max Lucado írása nyomán)
- A bolond falu (népmese-feldolgozás) Weöres Sándor Országos Gyermekszínjátszó Találkozó ARANY minősítés 2023